# Idralea
Idralea è una favola mitologica, pubblicata nel 1585 da Orazio Navazzotti, scrittore al servizio dei duchi di Mantova.

## Trama
L'opera è ambientata sullo sfondo di una ideale arcadia piemontese, tra i fiumi Tanaro, Bormida e Po, immersi in selve ed ameni paesaggi agresti.
La favola segue le sorti della ninfa cacciatrice Idralea, consacrata alla dea Diana. Di Idralea si invaghisce un malvagio mostro dalle fattezze di serpente velenoso, protetto dal dio Plutone. L'audace ninfa, combattendolo, riesce infine ad ucciderlo, ma così facendo si attira le ire di Plutone, che si ritiene massimamente offeso.
Il potente dio del sottosuolo, così, la trasforma in una fonte velenosa. La notizia rapidamente si diffonde nel regno ove ella viveva e raggiunge anche Merio, figlio di Tanar e Orizia, perdutamente innamorato di Idralea: egli, trafitto al cuore dalla scomparsa dell'amata, si dispera prorompendo in un incessante pianto.
Proserpina, la quale, compagna di Diana ed Afrodite, dall'alto del suo cocchio trainato da alati destrieri non tralascia di osservare gli accadimenti terreni, si intenerisce di fronte alla cattiva sorte toccata alla bella ed audace fanciulla. La protettrice del risveglio primaverile e dell'estiva fertilità della terra non esita, perciò, a recarsi da Plutone e, usando tutte le arti della seduzione che a lei lo hanno legato, riesce a calmarlo e ad ottenere che vengano mitigati gli effetti del maleficio.
Così il pianto incontenuto di Merio diviene un rivo, che, congiungendosi con la fonte di Idralea, presso la città di Acqui Terme, riscalda le sue acque, rendendole per sempre benefiche e curative.